# Saint-Quentin-la-Poterie
Saint-Quentin-la-Poterie là một xã trong vùng Occitanie. Xã Saint-Quentin-la-Poterie nằm ở khu vực có độ cao trung bình 115 mét trên mực nước biển.
Joseph Monier, nhà sáng chế bê tông cốt thép sinh ở đây năm 1823. 